# ФК Арминија Билефелд
Фудбалски клуб Арминија Билефелд је немачки фудбалски клуб из града Билефелда. Тренутно се такмичи у Другој Бундеслиги Немачке, другом рангу такмичења.
Традиционалне боје клуба су црна, бела и плава. Клуб је провео укупно 19 сезона у Бундеслиги, првом рангу у Немачкој, последњи пут у сезони 2021/22. Арминија од 1926. игра своје домаће утакмице на стадиону Билефердер Арм, капацитета 27.332 места.

## Успеси

### Лигашки
- Друга Бундеслига Немачке: (2. ранг)
  - Првак: 1977/78, [1979/80, 1998/99, 2019/20.
- Трећа Лига Немачке: (3. ранг)
  - Првак: 2014/15, 2024/25.

### Регионална првенства
- Фудбалско првенство Западне Немачке
  - Првак: 1922, 1923.

### Куп
- Куп Немачке:
  - Финалиста: 2024/25.
- Куп Западне Немачке (регионално такмичење)
  - Освајач: 1966, 1974.
- Куп Вестфалије (регионално такмичење)
  - Освајач: 1908, 1932, 1991, 2012, 2013, 2024.